# 김영국 (방송인)
김영국(1960년 ~ )는 대한민국의 방송인이다.

## 학력
- 청석고등학교
- 청주대학교 법학과 학사

## 경력
- KBS 시사교양국 PD (1984년 입사)
- KBS 청주방송총국 편성제작팀장 (차장급)
- KBS 시사교양본부 편성기획팀장 (부장급)
- KBS 강릉방송국장
- KBS TV제작본부 신장르개발팀장
- KBS 편성본부 APEC방송단장
- KBS 시사교양본부 센터장 (본부장급)
- KT 스카이라이프 정책협력실장
- KT 스카이라이프 콘텐츠본부장
- KBS 콘텐츠본부 정책실장
- KBS N 대표이사 사장
- KBS 글로벌한류센터 센터장
- CJ ENM 고문